# Psychomyiellodes ungulatus
Psychomyiellodes ungulatus är en nattsländeart som beskrevs av Martin E. Mosely 1931. Psychomyiellodes ungulatus ingår i släktet Psychomyiellodes och familjen trattnattsländor. Inga underarter finns listade i Catalogue of Life.